# Leichtathletik-U18-Südamerikameisterschaften 2018
Die 24. Leichtathletik-U18-Südamerikameisterschaften fanden vom 30. Juni bis zum 1. Juli 2018 in der ecuadorianischen Stadt Cuenca statt. Damit fanden die Jugendmeisterschaften zum dritten Mal nach 1975 und 2004 in Ecuador statt.

## Ergebnisse

### Männer

#### 100 m
| Platz | Athlet                     | Land | Zeit (s) |
| ----- | -------------------------- | ---- | -------- |
| 1     | Giancarlo Mosquera Delgado | COL  | 10,75    |
| 2     | Mateo Vargas               | PAR  | 10,82    |
| 3     | Steeven Salas              | ECU  | 10,92    |
| 4     | Anderson Marquinez         | ECU  | 10,93    |
| 5     | Dan Misael Gamarra         | ARG  | 10,96    |
| 6     | Frank Arturo Hanssell      | PAN  | 10,98 PB |
| 7     | Guillermo Herrera          | PER  | 11,32    |
| 8     | Jorge Ordemar              | PER  | 11,45    |

Datum: 30. Juni
Wind: −0,8 m/s

#### 200 m
| Platz | Athlet                     | Land | Zeit (s) |
| ----- | -------------------------- | ---- | -------- |
| 1     | Lucas Vilar                | BRA  | 21,34    |
| 2     | Giancarlo Mosquera Delgado | COL  | 21,57    |
| 3     | Alexander Salazar          | PAN  | 21,89 PB |
| 4     | Mateo Vargas               | PAR  | 21,89 PB |
| 5     | Frank Arturo Hanssell      | PAN  | 22,02 PB |
| 6     | Steeven Salas              | ECU  | 22,17    |
| 7     | Anderson Marquinez         | ECU  | 22,34    |
| 8     | José Félix Palenque Núñez  | BOL  | 22,38 PB |

Datum: 1. Juli
Wind: −0,4 m/s

#### 400 m
| Platz | Athlet                    | Land | Zeit (s) |
| ----- | ------------------------- | ---- | -------- |
| 1     | Caio De Almeida           | BRA  | 48,20    |
| 2     | Lucas Vilar               | BRA  | 48,32    |
| 3     | Alexander Salazar         | PAN  | 49,64 PB |
| 4     | Jhonatan Rodríguez        | COL  | 49,73    |
| 5     | Kenny Leon                | ECU  | 50,23    |
| 6     | Angel David Paredes Calle | ECU  | 50,27    |
| 7     | Hugo Carazas              | PER  | 50,37    |
| 8     | José Félix Palenque Núñez | OMA  | 50,43 PB |

Datum: 30. Juni

#### 800 m
| Platz | Athlet                      | Land | Zeit (min) |
| ----- | --------------------------- | ---- | ---------- |
| 1     | Jhonatan Rodríguez          | COL  | 1:54,18    |
| 2     | Jorge Luis Tamay            | ECU  | 1:55,82 PB |
| 3     | Lucas Pinho Leite           | BRA  | 1:56,36    |
| 4     | Nicolas Vasquez             | VEN  | 1:57,55    |
| 5     | Joaquin Campos              | CHI  | 2:00,79    |
| 6     | Jean Maury Caisa            | ECU  | 2:01,08    |
| 7     | Gianpierre Cardenas         | PER  | 2:01,88    |
| 8     | Hugo Josias Cespedes Franco | PAR  | 2:05,83    |

Datum: 1. Juli

#### 1500 m
| Platz | Athlet                      | Land | Zeit (min) |
| ----- | --------------------------- | ---- | ---------- |
| 1     | Lucas Pinho Leite           | BRA  | 4:11,90    |
| 2     | Esteban Alfonso Gonzalez    | COL  | 4:13,65 PB |
| 3     | Daniel Abrahan Taramuel     | ECU  | 4:14,00    |
| 4     | Jorge Luis Tamay            | ECU  | 4:14,62    |
| 5     | Antony Saenz                | PER  | 4:14,57    |
| 6     | Luis Fabricio Mamani Chambi | BOL  | 4:19,23    |
| 7     | Eduardo Ribeiro             | BRA  | 4:26,61    |
| 8     | Joaquin Campos              | CHI  | 4:34,69    |

Datum. 30. Juni

#### 3000 m
| Platz | Athlet                          | Land | Zeit (min) |
| ----- | ------------------------------- | ---- | ---------- |
| 1     | Antony Saenz                    | PER  | 9:07,75    |
| 2     | Julio Palomino                  | PER  | 9:12,47    |
| 3     | Dylan Van Der Hock              | ARG  | 9:16,74    |
| 4     | Luis Fabricio Mamani Chambi     | BOL  | 9:17,61    |
| 5     | Esteban Alfonso Gonzalez Castro | COL  | 9:23,47    |
| 6     | Brayan Stalin Quinatoa          | ECU  | 9:25,72    |
| 7     | Luis David Sangoquiza           | ECU  | 9:33,04 PB |
| 8     | Diego Alejandro Muñoz Camacho   | COL  | 9:49,19 PB |

Datum. 1. Juli

#### 10.000 m Bahngehen
| Platz | Athlet                          | Land | Zeit (min) |
| ----- | ------------------------------- | ---- | ---------- |
| 1     | Óscar Oswaldo Patín Manobanda   | ECU  | 46:54,86   |
| 2     | Quevin Cahuana                  | PER  | 47:18,74   |
| 3     | Erik Carhuallanqui              | PER  | 48:13,12   |
| 4     | Josue Eduardo Lopez Lagua       | ECU  | 51:08,87   |
| 5     | Cristian Alexander Rojas Guzman | COL  | 51:22,17   |
| 6     | Andrey David Carrillo Aguaisa   | WCU  | DSQ        |
| 7     | Jhonatan Enrique Andrade Falcon | ECU  | DSQ        |

Datum: 1. Juli

#### 110 m Hürden (91,4 cm)
| Platz | Athlet                       | Land | Zeit (s) |
| ----- | ---------------------------- | ---- | -------- |
| 1     | Marcos Paulo Leal Ferreira   | BRA  | 13,69 PB |
| 2     | Eric Vitor Campos            | BRA  | 13,90    |
| 3     | Martín Sáenz                 | CHI  | 13,95 PB |
| 4     | Francisco Javier Diaz        | VEN  | 14,36 PB |
| 5     | Tobias Kaloghlian            | ARG  | 14,42    |
| 6     | Edison Martinez              | ECU  | 15,02 PB |
| 7     | Santiago Varillas            | PER  | 15,07    |
| 8     | Jorman Jesus Cepeda Gonzalez | ECU  | 15,44    |

Datum: 30. Juni

#### 400 m Hürden (84,0 cm)
| Platz | Athlet                        | Land | Zeit (s) |
| ----- | ----------------------------- | ---- | -------- |
| 1     | Caio de Almeida               | BRA  | 52,09 PB |
| 2     | Joao Carlos dos Santos        | BRA  | 52,27 PB |
| 3     | Pedro Garrido                 | ARG  | 53,96    |
| 4     | Sebastian Barrera             | COL  | 54,14    |
| 5     | Julio Cesar Figueroa          | ECU  | 54,43 PB |
| 6     | Diego Escalante               | PER  | 55,24 PB |
| 7     | Francisco Javier Diaz Zuloaga | VEN  | 57,05    |
| 8     | Andres Agustin Gaigua Rivas   | ECU  | 63,20    |

#### 4 × 100 m Staffel
| Platz | Land      | Athleten                                                                             | Zeit (min) |
| ----- | --------- | ------------------------------------------------------------------------------------ | ---------- |
| 1     | Brasilien | Lucas Vilar Marcos Paulo Leal Ferreira Caio De Almeida Eric Vitor Campos Da Silva    | 41,33      |
| 2     | Ecuador   | Ivan Gustavo Pizarro Anderson Marquinez Mario Anelito Landucci Aguirre Steeven Salas | 41,69      |
| 3     | Peru      | Hugo Carazas Guillermo Herrera Santiago Varillas Jorge Ordemar                       | 44,19      |

Datum: 30. Juni

#### Hochsprung
| Platz | Athlet                        | Land | Höhe (m) |
| ----- | ----------------------------- | ---- | -------- |
| 1     | Elton Petronilho              | BRA  | 2,01     |
| 2     | Augusto de Campos             | BRA  | 2,01 PB  |
| 3     | Justin Herrera                | ECU  | 2,01 PB  |
| 4     | Pedro Álamos                  | CHI  | 1,98     |
| 5     | Luciano Lancieri              | URU  | 1,98 PB  |
| 6     | Ricardo Andres Mireles Arraez | VEN  | 1,95     |
| 7     | Gastón Benitez                | ARG  | 1,90     |
| 8     | Armando Jose Bustos Rincones  | VEN  | 1,90     |

#### Stabhochsprung
| Platz | Athlet                      | Land | Höhe (m) |
| ----- | --------------------------- | ---- | -------- |
| 1     | Pablo Zaffaroni             | ARG  | 4,90     |
| 2     | José Tomas Nieto            | COL  | 4,80 =PB |
| 3     | Santiago Thomson Rodriguez  | COL  | 4,70     |
| 4     | Guillermo Correa            | CHI  | 4,60     |
| 5     | Jaime Wood Lewin            | CHI  | 4,50     |
| 6     | José Alcívar Cevallos       | ECU  | 4,50     |
| 7     | Juan Carlos Luciani Ramirez | VEN  | 4,20     |
| 8     | Kevin Giovany Morquecho     | ECU  | 4,00 PB  |

#### Weitsprung
| Platz | Athlet                          | Land | Weite (m) |
| ----- | ------------------------------- | ---- | --------- |
| 1     | Adrian Vieira                   | BRA  | 7,28      |
| 2     | Navaro Aboikonie                | SUR  | 7,21 PB   |
| 3     | Daniel Mejicano                 | VEN  | 7,11 w    |
| 4     | Bruno Yoset                     | URU  | 7,08      |
| 5     | Manuel Jeremias Cuesta Mosquera | COL  | 6,63      |
| 6     | Guillermo Herrera               | PER  | 6,59      |
| 7     | Kevin Aldahir Bueno Cevallos    | ECU  | 6,57 PB   |
| 8     | Edison Martinez                 | ECU  | 6,40 PB   |